# Americamysis stucki
Americamysis stucki is een aasgarnalensoort uit de familie van de Mysidae. De wetenschappelijke naam van de soort is voor het eerst geldig gepubliceerd in 1994 door Price, Heard & Stuck.